# Võru instituut
Het Võru Instituut, gevestigd in de Estse stad Võru, is een onderzoekssinstelling die zich richt op de studie en het behoud van de Võro-taal en Võrumaa-cultuur. 

## Geschiedenis
De oprichting van het Võru Instituut vond plaats in 1995, als antwoord op de groeiende noodzaak voor een gestructureerde en erkende ondersteuning van de Võru-taal en cultuur. Dit initiatief ontstond uit de actieve betrokkenheid van leden van de zogenaamde Võru-beweging, die in de late jaren tachtig sterk aandrongen op het behoud van hun taal en culturele erfgoed. Tegen het midden van de jaren negentig werd duidelijk dat er meer nodig was dan alleen maatschappelijke activiteiten om de Võru-cultuur te beschermen. In reactie hierop richtte de Estse regering het instituut op als een officiële nationale instelling, met als doel een duidelijk en effectief beleidskader te bieden voor de ondersteuning van de Võru-taal en cultuur.

## Musea en Cultureel Erfgoed
Sinds 2015 heeft het Võru Instituut een aparte museumafdeling, die het cultureel erfgoed van de regio beheert. Deze afdeling omvat verschillende belangrijke musea:
- Vana-Võromaa Museum
- F.R. Kreutzwald-museum
- Landbouwmuseum van Mõniste
- Openluchtmuseum van Karilatsi